# Pierre-Léonard Roncas
 (octobre 2017).
Si vous disposez d'ouvrages ou d'articles de référence ou si vous connaissez des sites web de qualité traitant du thème abordé ici, merci de compléter l'article en donnant les références utiles à sa vérifiabilité et en les liant à la section « Notes et références ».
Pierre-Léonard Roncas (né à Aoste en 1562 - mort à Aoste le 21 avril 1639) premier secrétaire d'État (1603-1607), seigneur de La Salle et Morgex (1590), baron de Châtel-Argent (1598), seigneur de Saint-Pierre et de Cly, fut l’un des personnages les plus puissants de la Vallée d’Aoste mais aussi des États de Savoie à la fin du XVIe et au début du XVIIe siècle.

## Origine
Pierre-Léonard Roncas est issu d’une famille originaire de Sembrancher dans l'Entremont valaisan qui s’est installée à Aoste au début du XVIe siècle. En 1504, son arrière-grand-père Claude d’Antoine Roncas[si], un boucher, avait commencé une ascension sociale spectaculaire. Ses deux fils, Laurent et Grat, développent l’activité paternelle en participant aux adjudications publiques de la ville et son petit-fils Pierre de Laurent, suit des études supérieures, il devient médecin et occupe entre 1557 et 1581 la charge de « Proto-médecin » — officier sanitaire chargé de l'inspection des boutiques d'apothicaires et de chirurgiens ainsi que des hôpitaux — du duché d’Aoste. Co syndic d'Aoste avec le Noble Nicolas Menet-Saluard en 1565, c'est un haut fonctionnaire du Conseil des Commis et il destine son propre fils Pierre-Léonard au service de la Chancellerie savoyarde.

## Carrière

### Ascension et apogée
Pierre-Léonard Roncas, entre dans l’activité diplomatique en exploitant la conjoncture qui favorisait, depuis plus d’un demi-siècle et l'occupation française de la plus grande partie des États de Savoie entre 1536 et 1559, la carrière de fonctionnaires d’origine valdôtaine comme Jean Vulliet seigneur de Saint-Pierre († 1549), Jean Fabri seigneur de Cly († 1575), Jean-François de la Crête baron de Gignod († 1588) qui sont successivement premier secrétaire d'État, c'est-à-dire en fait « principal ministre ». En 1568, à vingt six ans, il est secrétaire d'État et en 1596, à trente quatre ans, ministre des finances. Roncas mène plus de vingt ambassades au cours de sa carrière auprès des papes Léon XI et Paul V de l'empereur du Saint-Empire, du roi Henri IV de France de Philippe III d'Espagne ainsi que d'autres princes secondaires. Grâce aux services diplomatiques rendus, Pierre-Léonard Roncas est anobli le 28 mai 1596 et il reçoit du duc Charle-Emmanuel Ier  des gratifications de plus en plus importantes qui lui permettent d'acquérir, en moins d’une décennie, d'importants fiefs en Vallée d’Aoste, moulins à Villeneuve, métralies à Morgex et La Salle à la famille Vulliet ruinée en 1590, le fief entier de Saint-Pierre & Châtel-Argent en 1598
Il réussit lors des négociations du traité de Lyon aux côtés du cardinal Pietro Aldobrandini, neveu du pape, à préserver les possibilités d'expansion de Charles-Emmanuel Ier en deçà des Alpes en confirmant la possession du marquisat de Saluces occupé depuis 1588 en échange de la Bresse et du Bugey. Le duc le récompense en lui conférant la charge de premier secrétaire d'État en avril 1603 et en élevant 5 avril 1605 au titre de baronnie les terres de Saint-Pierre qu'il avait reçues et acquises. C'est à cette époque en 1605/1606 que Pierre-Léonard Roncas fait édifier au nord-ouest de la ville d'Aoste près du faubourg de Saint-Étienne le magnifique et luxueux palais Roncas que le Conseil des Commis acquiert de ses héritiers en 1702 afin d'y installer l'administration du duché. 
Le puissant ministre est ensuite envoyé à Madrid avec la mission de ramener les fils de Charles-Emmanuel Ier, partis en Espagne faire leur éducation, dans l'espoir que l'un d'eux se voit nommé héritier par Philippe III d'Espagne, resté longtemps sans descendant masculin. À la naissance d'un fils du souverain espagnol, les deux princes de Piémont survivants Victor Amédée et Emmanuel-Philibert doivent s'éloigner sans offenser le puissant allié de leur père, et Roncas est chargé de cette délicate mission dont il s'acquitte encore à la satisfaction générale. Cependant, rentré dans les États de Savoie, Roncas, à l'apogée de sa carrière, tombe ensuite subitement en disgrâce.

### Chute et rétablissement
En 1608, l'influence du parti pro-espagnol de la cour de Turin est ruinée par le renversement d' alliances du duc, qui signe des accords avec le roi Henri IV de France. Pierre-Léonard Roncas est arrêté en janvier par ordre de son souverain et emprisonné pendant vingt-trois ans dans la citadelle de Turin. Ses biens sont confisqués. C'est alors que commence la période la plus étonnante de son extraordinaire carrière d'homme d'État. Incarcéré dans une cellule, privé de ses principales sources de revenus, il ne s'avoue pas battu et entreprend de tramer de subtiles et patientes intrigues pour reconquérir sa fortune et son influence. Son action s'oriente dans plusieurs directions : il réussit à obtenir des prêts de banquiers milanais et rachète peu à peu les biens confisqués, manœuvre une habile union politique en 1629 avec Émerantienne ou Esmeralda issue des familles de Vaudan et Fabri, pour son fils Pierre-Philibert qui devient à son tour secrétaire d’État aux finances en 1638 et un important financier de la maison de Savoie, il inonde le duc de correspondances lui rappelant ses compétences de conseiller indispensable. 
Il est très significatif que Roncas, bien que qu'incarcéré, peut maintenir une correspondance suivie avec son souverain jusqu’à sa libération, survenue en 1630. Cette singularité est liée au fait que Pierre-Léonard Roncas, qui s’était montré ami de la Sainte-Ligue française et un homme fidèle à l’Espagne, porte-drapeau de la Contre-Réforme, qui avait œuvré pour instituer un collège de jésuites et favorisé l’implantation de l'ordre de la Visitation dans le diocèse d'Aoste, sous l'égide de Cassandre de Vaudan († 1653) la belle-mère de son fils, était un ardant partisan du développement de l'influence de l’Église catholique dans la société de l’époque ce qui lui valait une considération toute particulière de la part du clergé et de l'évêque d'Aoste Jean-Baptiste Vercellin. 
En effet, pendant que Pierre-Léonard risque l'exécution en prison les membres de sa famille accèdent aux plus prestigieuses charges du diocèse, autrefois réservées aux membres de la haute noblesse comme la maison de Challant. Son second fils Pierre Gaspard nommé à 9 ans le 12 août 1605 abbé commendataire d'Entremont puis prieur également commendataire de la collégiale de Saint-Ours, va ensuite à l'université de Rome faire ses études et y obtient son doctorat en 1622. Son neveu Roland Viot , fils de sa sœur Philiberte et d'Orselin Viot devient coadjuteur en 1605 du prévôt Bernard-André de Tillier de l'hospice du Grand-Saint-Bernard, puis prévôt de 1611 à sa mort à Aoste en 1644. Seul un groupe familial comme celui constitué par les familles Favre, Roncas, Fabri, Vaudan doté de solides appuis au sein de l’Église pouvait s’assurer un semblable succès. La carrière de son fils Pierre-Philibert attestent l’existence d’intérêts communs entre celui-ci, le royaume d’Espagne et l’Église catholique qui placent la famille Roncas parmi les principaux acteurs de la Contre-Réforme en Vallée d’Aoste. Charles Emmanuel Ier meurt en 1630, Roncas et son fils servent encore ses successeurs Victor-Amédée Ier († 1637) et ses fils François-Hyacinthe de Savoie († 1638) et Charles-Emmanuel II de Savoie ainsi que leur mère la régente Christine de France. Il meurt à Aoste l'âge de 77 ans et il est inhumé dans la cathédrale d'Aoste, dans la chapelle de Saint-Grat où était situé le tombeau familial.

## Union et postérité
Pierre Léonard de Roncas épouse par contrat du 14 avril 1594 Jeanne-Marie Favre fille de Roz Gaspard Favre vice bailli d'Aoste (1567-1610) dont :  
- Pierre-Philibert (né vers 1594 † 1683), baron de Châtel-Argent puis marquis de Caselle en Piémont (1640). Épouse par contrat du 28 octobre 1629 Marie-Emérantienne de Vaudan fille de Gaspard de Vaudan († 1619) et de Cassandre Fabri († 1653) dont trois filles.
- Pierre-Gaspard (né vers 1596 † de lors de la peste de 1630) abbé commendataire d'Entremont et prieur de la Collégiale de Saint-Ours
- Marie-Louise (Aoste 1606- † 28 décembre 1668) entre chez les Visitandines d'Aoste le 3 janvier 1632 , supérieure à Verceil en 1657 et ensuite à Arona.
- Luciane épouse d'abord son cousin Roz Favre de Courmayeur († 1630) puis en 1632 Gerolamo di Valperga
- Lucrèce épouse le 4 juillet 1632 Jean Gaspard de La Crête († 1633) puis en 1634 Francesco fils de Marc Aurelio di Valperga ;
- Pierre-François († après le 26 aout 1631)

## Hommage

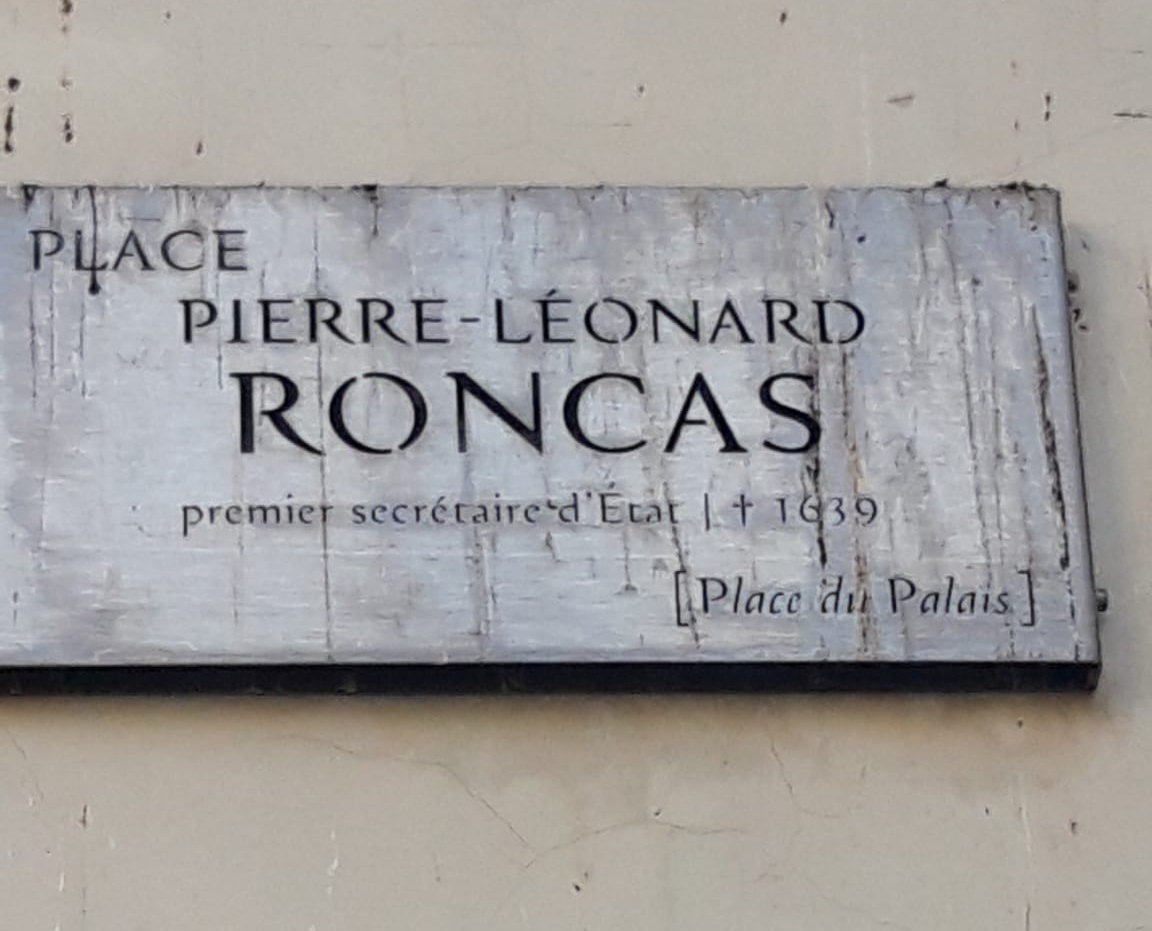
Plaque sur la place Pierre-Léonard Roncas, à Aoste.

À Aoste, la place où se situent le palais Roncas et le musée archéologique régional lui a été dédiée.

## Sources
- Abbé Joseph-Marie Henry, Histoire populaire religieuse et civile de la Vallée d'Aoste. Imprimerie Marguerettaz, Aoste (1929) ; réédition en 1967, chapitre 211 « Le Baron Pierre-Léonard Roncas » p. 269-270 & chapitre 209 « Sœur Marie-Louise de Roncas (1606-1668) » p. 267.
- Alessandro Celi La visitation d'Aoste. Histoire d'un monastère valdôtain et de la politique de son époque (1631-1642) Le Château 1999  (ISBN 9788887214161).
- (it) Antonina Maria Cavallaro, Gaetano De Gattis, Antonio Sergi, Bruno Orlandoni, Andrea Vanni Desideri La cappella di San Grato ad Aosta: indagine stratigrafica e storico-documentaria su un sito urbano L'Erma di Bretschneider Roma  (ISBN 8870628272).